# جوائز اللعبة 2016
أقيم حفل جوائز اللعبة 2016 في مسرح مايكروسوفت، لوس أنجلوس، كاليفورنيا في 1 ديسمبر 2016، وأُذيع على مواقع كثيرة، منها أول مرة للجماهير في الصين. الاحتفال كرم أفضل ألعاب الفيديو لعام 2016، وفازت أوفرواتش بجائزة لعبة العام وفاز بليزارد إنترتينمنت بجائزة أفضل استوديو ومخرج الألعاب هيديو كوجيما بجائزة رمز الصناعة.

## البث والمشاهدة
بُثَّ حفل توزيع جوائز اللعبة في 1 ديسمبر 2016 الساعة 5:30 بتوقيت ز.م.ه عبر مواقع بث متعددة مثل يوتيوب و‌تويتش، كما أنه بُثَّ على خدمات ألعاب الفيديو مثل إكس بوكس لايف و‌بلاي ستيشن نيتورك و‌ستيم. وللمرة الأولى يتميز بث يوتيوب بمزايا الواقع الافتراضي و‌4K. كيلي ومنظمين آخرين للحدث عملوا مع كيو كيو لعرض الحدث وترجمته للمشاهدين الصينيين باستخدام عملاء وي تشات الخاصة بكيو كيو، وللمشاركة في جوائز اختيار المعجبين؛ الخدمتان مجتمعتان أضافت 1.5 مليار مشاهد إضافي. صرح كيلي أن حظر تجارة ألعاب الفيديو قد رُفع في 2015، قد أصبح من أكبر الأسواق النامية بسرعة لألعاب الفيديو، وأن الاتفاق مع كيو كيو «كان حقًا تجربة» لرؤية مدى عرض توزيع الجوائز هناك.
جيوف كيلي هو مضيف الحدث من مسرح مايكروسوفت في لوس أنجلوس. تميز الحدث بعروض مباشرة من لفرقة رن ذا جولز والموسيقى التصويرية للعبة دوم للملحن ميك غوردون و‌راي سريمورد.
تضمن الحفل مقاطع لعب لألعاب مستقبلية عديدة. قبل الحفل، صرح كيلي أن العرض سيقلل اعتماده على الإعلانات المصممة بالحاسوب وسيزيد اعتماده على مقاطع من داخل اللعبة نفسها، بسبب التأثير المضلل لتسويق سماء مهجورة في وقت سابق من العام. من بين الألعاب المعروضة في الحفل كانت تأثير الكتلة: المرأة المسلسلة و‌الموتى السائرون: ثغرة جديدة و‌فريسة و‌أسطورة زيلدا: نسيم البراري و‌فارس المجرفة: شبح العذاب و‌هالو وارز 2 و‌الموت المحاصر و‌الباسل من فينكس لابس و‌عاصفة رصاص مُعاد إنتاجها و‌حراس المجرة من تلتيل و‌منتهكو القانون إطار الحرب وعقيدة الاغتيالي: تجربة الواقع الافتراضي ولقطات من فيلم عقيدة الاغتيالي. نسيم البراري قد ظهرت في العرض المسبق.
بالإضافة إلى البث للمشاهدين الآسيويين، بلغ عدد المشاهدين للعرض 3.8 مليون شخص، وهو ما يزيد بنسبة 65% عن حفل 2015.

## الفائزون والترشيحات
أُعلن عن الترشيحات لجوائز اللعبة في 16 نوفمبر 2016. الألعاب المرشحة لا بد أن تكون قد أُصدرت قبل 24 نوفمبر 2016 أو في نفس اليوم حتى تصبح مؤهلة. في 21 نوفمبر، ألغت جوائز الألعاب ترشيحي لعبتي المعجبين إي إم 2 آر و‌بوكيمون يورانيوم من قائمة أفضل صناعة معجبين. قبل الحفل، أوضح الموقف أكثر أن اللعبتين لم تسمح بهما نينتندو قانونيًا لأنها تمتلك الملكية الفكرية لكلتي اللعبتين.
معظم الفائزين أُعلن عنهم أثناء الحفل في 1 ديسمبر 2016 باستثناء تصنيف «أفضل صناعة معجبين».
الفائزون بالخط الغليظ.

### جوائز لجنة التحكيم
| لعبة العام | أفضل إخراج لعبة |
| --- | --- |
| - أوفرواتش – تطوير بليزارد إنترتينمنت - إنسايد – تطوير بلاي ديد - أنشارتد 4: نهاية لص – تطوير نوتي دوغ - تيتانفال 2 – تطوير ريسباون إنترتينمنت - دوم – تطوير إد سوفتوير                                                                               | - بليزارد إنترتينمنت - إد سوفتوير - إي إيه دايس - ريسباون إنترتينمنت - نوتي دوغ |
| أفضل قصة | أفضل فن إخراجي |
| - أنشارتد 4: نهاية لص – كتابة نيل دراكمان وجوش شير - إنسايد – كتابة لوريدس بايندرب - الثيران الحرة – كتابة آدم هاينز - مافيا 3 – كتابة بيل هارمز - مراقبة النار – كتابة أولي موس وكريس ريمو وجيك رودكين وشون فانامان                                  | - إنسايد – تطوير بلاي ديد - أبزو – تطوير جاينت سكويد - أنشارتد 4: نهاية لص – تطوير نوتي دوغ - أوفرواتش – تطوير بليزارد إنترتينمنت - مراقبة النار – تطوير كامبو سانتو |
| أفضل موسيقى وتصميم صوتي | أفضل أداء تمثيلي |
| - دوم – تلحين ميك غوردون - إنسايد – تلحين مارتن ستيغ أندرسن وسوس غونفر رايبرغ - ثامبر – تطوير درول - رز إنفاينايت – تطوير يونايتد غيم آرتستس - ساحة المعركة 1 – تلحين باتريك أندرين و‌يوهان سودركفيست                                                  | - نولان نورث بدور ناثان دريك – في أنشارتد 4: نهاية لص - أليكس هرنانديز بدور لينكولن كلاي – في مافيا 3 - إميلي روز بدور إلينا – في أنشارتد 4: نهاية لص - تروي بيكر بدور سام دريك – في أنشارتد 4: نهاية لص - ريتش سومر بدور هنري – في مراقبة النار - سيسي جونز بدور دليلة – في مراقبة النار |
| ألعاب مؤثرة | أفضل لعبة مستقلة |
| - ذلك التنين، السرطان – تطوير نومينوس غيمز - أورويل – تطوير أوسموتيك - بلاكهود – تطوير بليثورا بروجكت - ثورة 1979: الجمعة السوداء – تطوير إنك ستوريز - مهمة بطل البحر – تطوير غليتشرز                                                                 | - إنسايد – تطوير بلاي ديد - ستارديو فالي – تطوير كونسيرندإيب - الشاهد – تطوير ثكلا - مراقبة النار – تطوير كامبو سانتو - هايبر لايت دريفتر – تطوير هارت ماشين |
| أفضل لعبة محمولة | أفضل لعبة واقع افتراضي |
| - بوكيمون غو – تطوير نيانتيك - أجيال صائد الوحوش – تطوير كابكوم - أقدار شعار النار – تطوير إنتيليجنت سيستمز - كلاش رويال – تطوير سوبر سل - مقطوع – تطوير استديوهات درينك بوكس                                                                         | - رز إنفاينايت – تطوير يونايتد غيم آرتستس - إيف: فالكيري – تطوير سي سي بي غيمز - باتمان: أركام في آر – تطوير روك ستيدي ستوديوز - ثامبر – تطوير درول - محاكي الوظيفة – تطوير أولشيمي لابس                                                                                                  |
| أفضل لعبة أكشن | أفضل لعبة أكشن ومغامرات |
| - دوم – تطوير إد سوفتوير - أوفرواتش – تطوير بليزارد إنترتينمنت - تيتانفال 2 – تطوير ريسباون إنترتينمنت - ساحة المعركة 1 – تطوير إي إيه دايس - معدات الحرب 4 – تطوير ذا كواليسيان                                                                      | - ديسونرد 2 – تطوير أركين ستوديوز - أنشارتد 4: نهاية لص – تطوير نوتي دوغ - راتشت أند كلانك – تطوير إنسومنياك جيمز - هايبر لايت دريفتر – تطوير هارت ماشين - هيتمان – تطوير آي أو إنتراكتيف                                                                                                 |
| أفضل لعبة تقمص أدوار | أفضل لعبة قتال |
| - المشعوذ 3: الصيد البري - دم ونبيذ – تطوير سي دي بروجكت ريد - أرواح مظلمة 3 – تطوير فروم سوفتوير - ديوس إكس: مانكايند دفايدد – تطوير إيدوس مونتريال - زينوبليد كرونيلكيس إكس – تطوير مونوليث سوفت - عالم ووركرافت: الفيلق – تطوير بليزارد إنترتينمنت | - مقاتل الشوارع 5 – تطوير كابكوم - بوكين تورنامنت – تطوير بانداي نامكو إنترتينمنت - غريزة القاتل – تطوير أيرون غالاكسي - ملك المقاتلين 14 – تطوير إن إس كاي |
| أفضل لعبة استراتيجية | أفضل لعبة عائلية |
| - سيفيليزيشن 6 – تطوير فيراكسيس غيمز - أقدار شعار النار – تطوير إنتيليجنت سيستمز - إكس كوم 2 – تطوير فيراكسيس غيمز - الحرب الكلية: مطرقة الحرب – تطوير ذا كريتيف أسمبلي - ملحمة الراية 2 – تطوير ستويك                                                | - بوكيمون غو – تطوير نيانتيك - بناة مسعى التنين – تطوير سكوير إنكس - راتشت أند كلانك – تطوير إنسومنياك جيمز - سكيلاندرز: إماجنيتورز – تطوير توي فور بوب - ليغو حرب النجوم: القوة تنهض – تطوير تي تي فيوجن                                                                                 |
| أفضل رياضة وسباق | أفضل لعبة جماعية |
| - فورزا هورايزون 3 – تطوير بلاي غراوند غيمز - إم إل بي ذا شو 16 – تطوير سان دييغو ستوديو - إن بي إيه 2كيه17 – تطوير فيجوال كونسبتس - برو إفولوشن سوكر 2017 – تطوير بيس برودكشنز - فيفا 17 – تطوير إي أيه كندا                                         | - أوفرواتش – تطوير بليزارد إنترتينمنت - توم كلانسيز رينبو سكس سايج – تطوير يوبي سوفت مونتريال - تيتانفال 2 – تطوير ريسباون إنترتينمنت - ساحة المعركة 1 – تطوير إي إيه دايس - معدات الحرب 4 – تطوير ذا كواليسيان                                                                           |

### جوائز اختيار المعجبين
| أكثر لعبة منتظرة | اللاعب الشائع |
| --- | --- |
| - أسطورة زيلدا: نسيم البراري – تطوير نينتندو إي بي دي - إله الحرب – تطوير إس سي إي سانتا مونيكا ستوديو - تأثير الكتلة: المرأة المسلسلة – تطوير بايوير - ريد ديد ريدمبشن 2 – تطوير روكستار ستوديوز - هوريزن زيرو دون – تطوير غيريلا غيمز | - بوغي2988 - أنغري جو شو - جاك سبتك آي - داني أودوير - ليريك |
| أفضل صناعة معجبين | لاعب العام للرياضة الإلكترونية |
| - إندرال: شظايا النظام - بروتال دوم 64 - إي إم 2 آر - بوكيمون يورانيوم | - مارسيلو ديفيد "كولدزيرا" (إس كيه غيمنغ – الهجوم المضاد: العدوان العالمي) - هيون وو "بيون" (ستار كرافت 2: أجنحة الحرية) - خوان ديبيدما "هانغريبوكس" (فريق ليكويد – سوبر سماش برذرز ميلي) - لي سانغ هيوك "فيكر" (إس كيه تليكوم تي 1 – عصبة الأساطير) - لي سيون وو "إنفيلتريشن" (فريق ريزر – مقاتل الشوارع 5) |
| فريق العام للرياضة الإلكترونية | لعبة العام للرياضة الإلكترونية |
| - كلاود9 - إس كيه تليكوم تي 1 - إس كيه غيمنغ - روكس تايغرز - وينغز غيمنغ | - أوفرواتش – تطوير بليزارد إنترتينمنت - الهجوم المضاد: العدوان العالمي – تطوير هيدن باث إنترتينمنت و‌فالف - دفاع القدماء 2 – تطوير فالف - عصبة الأساطير – تطوير ريوت غيمز - مقاتل الشوارع 5 – تطوير كابكوم |

### جوائز شرفية
| جائزة رمز الصناعة |
| ----------------- |
| - هيديو كوجيما    |

## ألعاب لها عدة جوائز وترشيحات
| الترشيحات | اللعبة              |
| --------- | ------------------- |
| 8         | أنشارتد 4: نهاية لص |
| 5         | إنسايد              |
| 5         | أوفرواتش            |
| 5         | مراقبة النار        |
| 4         | تيتانفال 2          |
| 4         | دوم                 |
| 4         | ساحة المعركة 1      |
| 2         | أقدار شعار النار    |
| 2         | بوكيمون غو          |
| 2         | ثامبر               |
| 2         | راتشت أند كلانك     |
| 2         | رز                  |
| 2         | مافيا 3             |
| 2         | معدات الحرب 4       |
| 2         | مقاتل الشوارع 5     |
| 2         | هايبر لايت دريفتر   |

| الجوائز | اللعبة              |
| ------- | ------------------- |
| 3       | أوفرواتش            |
| 2       | إنسايد              |
| 2       | أنشارتد 4: نهاية لص |
| 2       | بوكيمون غو          |
| 2       | دوم                 |

## وصلات خارجية
- جوائز اللعبة 2016 على موقع IMDb (الإنجليزية)
- الموقع الرسمي